# Sint-Andreaskathedraal (Aberdeen)
De Sint-Andreaskathedraal is een kathedraal van de Scottish Episcopal Church, behorend tot de Anglicaanse Gemeenschap, in Aberdeen, Schotland, en de bisschopszetel van het bisdom Aberdeen en Orkney. De Sint-Andreaskathedraal moet niet verward worden met St Machar's Cathedral, die ook in Aberdeen ligt.
De kathedraal werd ontworpen door Archibald Simpson en is gemaakt van zandsteen. In 1817 werd de kerk geopend en in 1914 kreeg de kerk de kathedrale status.